# Ter Apel
Pour les articles homonymes, voir Apel.
Ter Apel est un village qui fait partie de la commune de Westerwolde, situé dans la province néerlandaise de Groningue. Le 1er janvier 2006, le village comptait 6 110 habitants.

## Histoire
Le village est originaire du monastère de Ter Apel (nl), qui fut une œuvre préliminaire des Prémontrés du XIIIe siècle et un monastère de l'Ordre de la Sainte Croix à partir de 1465. En 1594, le monastère fut sécularisé lors du siège de Groningue. En 1619, la ville de Groningue acquiert Westerwolde, qui comprend également le monastère, la brasserie et le fournil situé en face (aujourd'hui l'hôtel Boschhuis) ainsi que le terrain associé. Au fil du temps, la ville a planté de plus en plus de forêts sur ces terres. Entre 1931 et 1933, les parties restantes du monastère furent restaurées. En 1976, la ville a transféré l'ensemble du complexe (monastère, Boschhuis et une partie de la forêt) au gouvernement pour un montant symbolique. La forêt devint la propriété de la Staatsbosbeheer (nl) (SBB). Les terrains agricoles de la société agricole Ter Apel de la ville de Groningue ont également été vendus en 1987, car ils ne coûtaient que de l'argent à la ville.
Dans les années 1930 et 1940, la banlieue du Burgemeester Beinsdorp a été construite au sud de Ter Apel. Tout comme Agodorp, ce village était destiné à loger les travailleurs.
En novembre 1942, les 49 résidents juifs de Ter Apel furent arrêtés par les Allemands et emmenés au camp de Westerbork, d'où ils furent transportés au camp d'extermination d'Auschwitz et y furent assassinés.
Dès le début des années 1980, il existait à Ter Apel un grand dépôt de matériel pour l'armée américaine en Allemagne de l'Ouest, où plusieurs centaines de villageois et d'habitants de la région trouvèrent du travail. La fin de la guerre froide et l’unification allemande ont rendu ce stockage superflu. Après sa fermeture en 1995, le Centre des demandeurs d'asile Ter Apel y fut hébergé.